# Ein Herz und eine Kanone
Ein Herz und eine Kanone ist eine Filmkomödie von Eric Blakeney aus dem Jahr 2000.

## Handlung
Seit seinem letzten Einsatz, der ihn fast den Kopf gekostet hat, ist der Drogenfahnder Charlie, einst als „der Cop, der niemals zittert“ bekannt, reif für die Insel. Er will nur noch seinen Blick aufs Meer genießen. Doch bevor er den Beruf an den Nagel hängen kann, muss er noch einen letzten Auftrag, der ihn zu Geldwäschegeschäften mit dem Mafiaboss Fulvio zwingt, hinter sich bringen.
Das Blatt scheint sich zu wenden, als Charlie beim Besuch eines Magen-Darm-Spezialisten die hübsche Krankenschwester Judy kennenlernt. Bei den beiden funkt es sofort und Judys Optimismus gibt Charlie neuen Lebensmut. Außerdem findet er in einer Selbsthilfegruppe, die er auf Anraten seines Psychiaters besucht, verständnisvolle Zuhörer für seine Probleme.
Aber auch Fulvios Situation ist anders, als sie auf den ersten Blick erscheint. Er ist es leid, sich von seiner Frau und deren Vater, dem ebenso mächtigen wie gefürchteten Don Carmine, tyrannisieren zu lassen und würde am liebsten in Italien Tomaten züchten.
Für beide nimmt das Geschehen eine unerwartete Wendung, als Don Carmine sich entschließt Fulvio eine üppige Millionensumme auf Anraten von Charlie anzuvertrauen, um diese in krumme Geschäfte, die hohe Profite versprechen, investieren zu lassen. Das Geschäft kommt nicht zu Stande, da zwischen den Gangstern eine Schießerei ausbricht. Fulvio und Charlie gelingt es die ihnen anvertraute Summe wieder in ihren Besitz zu bringen, als Dexter Helvenshaw, Charlies Vorgesetzter, auf der Bildfläche erscheint und dessen Tarnung auffliegen lässt. Doch Fulvio verzeiht Charlie dessen Täuschung und so verbünden sich die beiden gegen Dexter Helvenshaw, um das Geld für ihren Lebensabend zu sichern. Judy, die zwischenzeitlich mit Charlies neuen Freunden aus der Selbsthilfegruppe erschienen ist und allesamt Kleidung des FBI tragen, eskortieren die beiden zu einem bereitstehenden Boot, um zu flüchten.
So gelingt es Fulvio schließlich doch noch seinem Traum, in Italien Tomaten zu züchten, nachgehen zu können.

## Hintergrund
Der Produktion des Films stand ein Budget in geschätzter Höhe von 10 Millionen US-Dollar zur Verfügung. Die Dreharbeiten begannen am 19. Oktober 1998 und erstreckten sich bis in den Dezember 1998. Der Film entstand an Drehorten in Los Angeles sowie New York City. Am 4. Februar 2000 feierte der Film seine Premiere in den USA. In den deutschen Kinos war er ab dem 29. Juni 2000 zu sehen. Der Film spielte in den US-amerikanischen Kinos gut 1,6 Millionen US-Dollar ein, davon bereits über 700.000 US-Dollar am Eröffnungswochenende.

## Kritiken
Nach Urteil des Lexikon des internationalen Films handelt es sich bei Ein Herz und eine Kanone um „eine mit wenig Aufwand produzierte Komödie, die Motive und Stereotypen des Gangsterfilms persifliert. Trotz der nicht ganz neuen Grundidee über weite Strecken vor allem wegen der Darsteller amüsant.“
Elvis Mitchell schrieb in The New York Times, dass die Komödie zu den subtilsten und inspiriertesten Komödien des Jahres gehöre. Die Regie sei kompetent.
Eric Harrison schrieb in der Los Angeles Times, dass der Film nichts empfehlenswertes beinhalte. Die Rolle von Sandra Bullock sei entbehrlich.